# Kulturkanonen
|  | Dette er ikke et våben. For våbnet kanon se Kanon (våben). |
Kulturkanonen er en liste med 108 kunstværker, som syv udvalg nedsat af den daværende regering i 2005-06 fandt essentielle i den danske kulturarv.
Kulturkanonen blev lanceret af kulturminister Brian Mikkelsen i efteråret 2004. Kulturministeriet nedsatte syv kanonudvalg bestående af i alt 35 medlemmer, der i april 2005 påbegyndte arbejdet med at udvælge hovedværker i den danske kulturarv. Formand for alle syv udvalg blev professor Jørn Lund. Værkerne blev valgt inden for kategorierne arkitektur, design, billedkunst, teater, litteratur, film og musik. Desuden blev der udarbejdet en særlig kanon for børnekultur. Kulturkanonens endelige indhold blev publiceret 24. januar 2006 og er nedenfor anført efter de forskellige kategorier. Den blev udarbejdet med det formål, "at vi ikke glemmer vores fælles kulturhistorie -og hvordan den altid har været en del af en bredere international kultur."
Processen med udvælgelsen af kanonen og det endelige indhold fik kritik fra flere sider og en række alternative kanoner er blevet foreslået, dels indenfor de otte officielle kanon-områder, dels på områder, som ikke er med i Kulturkanonen. Kulturminister Brian Mikkelsen blev stærkt kritiseret for ved De Konservatives landsmøde at have kædet sin egen politiske kultur- og værdikamp sammen med kulturkanonen. Brian Mikkelsen beklagede siden udtalelsen, men gentog sammenkædningen (Berlingske, d. 9. marts 2006), hvilket har mødt gentagen kritik fra visse af kanon-udvalgenes medlemmer.
Kulturministeriet oprettede en hjemmeside for Kulturkanonen med medieeksempler på de forskellige værker på listen, men denne blev i 2012 nedlagt af daværende kulturminister Uffe Elbæk, bl.a. med den begrundelse, at det var for at spare en årlig rettighedshaverudgift på omkring 700.000 kr.

## Arkitektur
Kanonudvalget: Arkitekt Lone Wiggers (formand), arkitekt, professor Carsten Juel-Christiansen, dr.agro., professor Malene Hauxner, arkitekt Lars Juel Thiis, direktør og arkitekt Kent Martinussen.
- Hover Kirke, Hover Sogn 12. århundrede (ukendt)
- Glorup herregård, Svindinge Sogn, 15. århundrede og ombygget 1742-43, 1762-65 og 1773-75 (Philip de Lange, Christian Joseph Zuber, Nicolas-Henri Jardin)
- Frederiksstaden, 1749-71 (Nicolai Eigtved)
- Vor Frue Kirke (København), 1811-29 (C.F. Hansen)
- Dyrehaven, 1846 (Rudolph Rothe)
- Lægeforeningens boliger - Brumleby, 1854-56 (Michael Gottlieb Bindesbøll og Vilhelm Klein)
- Mariebjerg Kirkegård, 1925-35 (G.N. Brandt)
- Aarhus Universitet, 1931- (Kay Fisker, C.F. Møller, Povl Stegmann, C.Th. Sørensen)
- Århus Rådhus, 1937-42 (Arne Jacobsen og Erik Møller)
- Fingerplanen, 1947 (Peter Bredsdorff)
- Sydney Opera House, 1957-73 (Jørn Utzon)
- Østbroen, Storebælt, 1991-98 (Dissing + Weitling – Hans Dissing og Otto Weitling)

## Billedkunst
Kanonudvalget: Billedhugger, professor Hein Heinsen (formand), direktør Hans Edvard Nørregård-Nielsen, kunsthistoriker Bente Scavenius, billedkunstner, professor Bjørn Nørgaard, billedkunstner og forfatter Sophia Kalkau.
- Solvognen (værkets skaber er ukendt, ca. 1300 f.Kr.)
- Opstandelsen (Unionsmesteren, ca. 1440)
- Bordesholmalteret (Hans Brüggemann, fuldført 1521)
- Frederik V (J.F.J. Saly, afsluttet i 1771)
- Jason med det gyldne skind (Bertel Thorvaldsen, fuldført 1828)
- Udsigt gennem tre af de nordvestlige buer i Colosseums tredje stokværk (C.W. Eckersberg, udført 1813-1816)
- Efterårsmorgen ved Sortedamssøen (Christen Købke, 1838)
- Støvkornenes dans i solstrålerne (Vilhelm Hammershøi, 1900)
- Sommerdag ved Roskilde Fjord (L.A. Ring, 1900)
- Det Store Relief (J.F. Willumsen, 1923-1928)
- Stående kvinde (Astrid Noack, udført 1937-1943)
- Stalingrad (Asger Jorn, udført 1957-1972)

## Design og kunsthåndværk
Kanonudvalget: Arkitekt, lektor Merete Ahnfeldt-Mollerup (formand), designer og keramiker Erik Magnussen, designer Astrid Krogh, keramiker Ursula Munch-Petersen, designer Louise Campbell.
- Vikingeskib, Skuldelev 2 (skaber ukendt, bygget omkr. 1042 i Dublin)
- Flora Danica (flere kunstnere, 1752-1803)
- Thorvald Bindesbølls livsværk (1846-1908)
- Knud V. Engelhardts livsværk (1882-1931)
- Marie Gudme Leths livsværk (1895-1997)
- PH's skærmsystem (Poul Henningsen, 1925 – udvikles stadig)
- Testel (Gertrud Vasegaard, 1956)
- Gedser forsøgsmølle (Johannes Juul, 1957)
- Pantonstolen (Verner Panton, 1960)
- Polyetherstol (Gunnar Aagaard Andersen, 1964)
- Kevihjulet (Jørgen Rasmussen, 1965)
- Fiberline facadesystem (Fiberline Composites & Jan Søndergaard, 2006)

## Film
Kanonudvalget: Filminstruktør Susanne Bier (formand), Kunstnerisk leder Vinca Wiedemann, direktør Tivi Magnusson, forfatter og anmelder Ole Michelsen, programchef Jacob Neiiendam.
- Du skal ære din hustru (Carl Th. Dreyer, 1925)
- Vredens Dag (Carl Th. Dreyer, 1943)
- Ditte Menneskebarn (Bjarne Henning-Jensen, 1946)
- Soldaten og Jenny (Johan Jacobsen, 1947)
- Sult (Henning Carlsen, 1966)
- Bennys Badekar (Jannik Hastrup og Flemming Quist Møller, 1971)
- Matador (Erik Balling, 1978-1982)
- Kundskabens træ (Nils Malmros, 1981)
- Babettes gæstebud (Gabriel Axel, 1987)
- Pelle Erobreren (Bille August, 1987)
- Festen (Thomas Vinterberg, 1998)
- Idioterne (Lars von Trier, 1998)

## Musik
Kanonudvalget: Kor- og orkesterchef Per Erik Veng (formand), forfatter Jørgen I. Jensen, redaktionschef Torben Bille, forskningsbibliotekar og forfatter Inger Sørensen, musiker og forfatter Henrik Marstal.

### Partiturmusik
- Holger Danske (F.L.Æ. Kunzen, 1789)
- Otte morgensange og Syv aftensange (C.E.F. Weyse, 1837, 1838)
- Tre galopper: "Telegraph-Galop", "Champagne-Galop", "Københavns jernbanedampgalop" (H.C. Lumbye, 1844, 1845, 1847)
- Elverskud (Niels W. Gade, 1854)
- Vølvens spådom (J.P.E. Hartmann, 1872)
- Drot og marsk (Peter Heise, 1878)
- Maskarade (Carl Nielsen, 1906)
- Symfoni nr. 4 'Det Uudslukkelige' (Carl Nielsen, 1916)
- Antikrist (Rued Langgaard, 1923)
- Symfoni nr. 3 (Per Nørgård, 1976)
- Symfoni-Antifoni (Pelle Gudmundsen-Holmgreen, 1978)
- Højskolesange (Sangantologi). Liste: 
  - "Den signede dag med fryd vi ser". C.E.F. Weyse (1826). Tekst: N.F.S. Grundtvig (1826).
  - "Det var en lørdag aften". Folkemelodi, tekst folkevise, gendigtet af Svend Grundtvig 1849.
  - "En yndig og frydefuld sommertid". Folkemelodi og tekst fra Mariageregnen. Trykt i A.P. Berggreens Danske folkesange (1869).
  - "Vi sletternes sønner". Carl Nielsen (1906). Tekst: Ludvig Holstein (1903).
  - "Jens Vejmand". Carl Nielsen (1907). Tekst: Jeppe Aakjær (1905).
  - "Det er hvidt herude". Thomas Laub (1914). Tekst: St.St. Blicher (1838).
  - "Danmark, nu blunder den lyse nat". Oluf Ring (1922). Tekst: Thøger Larsen (1914).
  - "I Danmark er jeg født". Poul Schierbeck (1926). Tekst: H.C. Andersen (1850).
  - "Jeg ser de bøgelyse øer". Thorvald Aagaard (1931). Tekst: L.C. Nielsen (1901).
  - "Du gav os de blomster, som lyste imod os". Otto Mortensen (1939). Tekst: Helge Rode (1921).
  - "Septembers himmel er så blå". Otto Mortensen: (1949). Tekst Alex Garff (1949).
  - "Vi elsker vort land". P.E. Lange-Müller (1887)/Shu-bi-dua (1980). Tekst: Holger Drachmann (1885).

### Populærmusik
- Et udvalg af 12 sange (Kai Normann Andersen, 1925-59) 
  - "Musens sang"
  - "Den allersidste dans"
  - "Pige træd varsomt"
  - "Åh, hvor jeg, ih, hvor jeg, uh, hvor jeg vil"
  - "I dit korte liv"
  - "Man binder os på mund og hånd"
  - "Alle går rundt og forelsker sig"
  - "Gå ud og gå en tur"
  - "Glemmer du"
  - "Titte til hinanden"
  - "Drømmeland"
  - "Gå med i lunden"
- Dansk guldalderjazz Vol. 1-4 (Antologi af guldalderjazz, 1933-49)
- The Savage Rose (The Savage Rose, 1968)
- Værsgo (Kim Larsen, 1973)
- Svantes viser (Benny Andersen og Povl Dissing, 1973)
- Live sådan (Gasolin', 1976)
- Supertanker (Kliché, 1980)
- Tidens tern (C.V. Jørgensen, 1980)
- Stjerne til støv (Sebastian, 1981)
- Aura (Palle Mikkelborg m. Miles Davis, 1984/1985)
- Nærmest Lykkelig (TV-2, 1988)
- 12 evergreens (sangantologi) 
  - "Solitudevej". Sven Gyldmark/Poeten – fra Cirkusrevyen 1953. Sunget af Elga Olga Svendsen.
  - "Er du dus med himlens fugle". Sven Gyldmark & Erik Leth – fra filmen Vagabonderne på Bakkegården, 1958. Sunget af Poul Reichhardt.
  - "Heksedansen (Her kommer mutter med kost og spand)". Vidar Sandbeck & Peter Mynte – single, 1960. Sunget af Rachel Rastenni.
  - "To lys på et bord". Bjarne Hoier & Ida From – fra Dansk Melodi Grand Prix 1960. Sunget af Otto Brandenburg.
  - "Dansevise". Otto Francker & Sejr Volmer-Sørensen – fra Dansk Melodi Grand Prix 1963. Fremført af Grethe og Jørgen Ingmann.
  - "Duerne flyver". Bent Fabricius-Bjerre & Klaus Rifbjerg – fra filmen Jeg er sgu min egen, 1967. Sunget af Cæsar.
  - "Så længe jeg lever". John Mogensen – single, 1970, også på albummet af John Mogensen: John, 1973. Sunget af John Mogensen.
  - "Smuk og dejlig". Anne Linnet/Anne Linnet – fra albummet Shit & Chanel, 1975. Fremført af Shit & Chanel.
  - "Under bøgen". Peter A.G. Nielsen/Gnags – fra albummet Er du hjemme i aften, 1977. Fremført af Gnags.
  - "Danmark". Shu-bi-dua – fra Shu-bi-dua: 78'eren, 1978. Fremført af Shu-bi-dua.
  - "Danse i måneskin". Frans Bak & Niller Skovgård – fra Dansk Melodi Grand Prix 1987. Fremført af Trine Dyrholm & Moonlighters.
  - "Kald det kærlighed". Lars Lilholt – fra Lars Lilholt Band: Portland, 1986. Fremført af Lars Lilholt Band.

## Scenekunst
Kanonudvalget: Teaterchef Flemming Enevold (formand), chefdramaturg Karen-Maria Bille, dramatiker Jokum Rohde, skuespiller Sonja Richter, forfatter og anmelder Erik Aschengreen.
- Jeppe på Bjerget (Ludvig Holberg, 1722)
- Aladdin, eller Den forunderlige Lampe (Adam Oehlenschläger, 1805)
- Sylfiden (August Bournonville, Herman Severin Løvenskiold, 1836)
- Indenfor Murene (Henri Nathansen, 1912)
- Ordet (Kaj Munk, 1932)
- Anna Sophie Hedvig (Kjeld Abell, 1939)
- 4 revynumre: 
  - "Man binder os på mund og hånd" (Liva Weel, 1940)
  - "Skolekammerater" (Kellerdirk, 1956)
  - "Brev til Bulganin" (Osvald Helmuth, 1957)
  - "Fingernummeret" (Dirch Passer, 1974)
- Etudes (Harald Lander, Knudåge Riisager, 1948)
- Enetime (Flemming Flindt, Georges Delerue, 1963)
- Julemandshæren (Solvognen, 1974)
- Sort Sol Live, Carlton og Wurst (Sort Sol, 1986-1987)
- Majonæse (Jess Ørnsbo, 1988)

## Børnekanon
Udvalget opstod spontant under arbejdet med de øvrige kanonområder. Der er derfor ikke noget selvstændigt udvalg, men alle øvrige udvalg har budt ind herpå. 
- Byggelegepladsen (C.Th. Sørensen, 1931)
- De små synger (Gunnar Nyborg-Jensen (red.), 1948)
- Palle alene i Verden (film af Astrid Henning-Jensen, 1949)
- "Anders And og den gyldne hjelm" (Carl Barks, 1954)
- Høj stol (Nanna Ditzel, 1955)
- Legoklodsen (Godtfred Kirk Christiansen, 1958)
- Silas og den sorte hoppe (Cecil Bødker, 1967)
- Halfdans ABC (Halfdan Rasmussen & Ib Spang Olsen, 1967)
- Kaj og Andrea (Katrine Hauch-Fausbøll, 1971ff.)
- Go' sønda' morn' (Anne Linnet, 1980)
- Gummi Tarzan (film af Søren Kragh-Jacobsen, 1981)
- Nøddeknækkeren (Steen Koerner, 2003)